# The Windmills of Your Mind
«The Windmills of Your Mind» (en español: Los molinos de tu pensamiento) es una canción compuesta por el músico francés Michel Legrand. La letra, en inglés, fue escrita por Alan y Marilyn Bergman, mientras que la letra en francés fue compuesta por Eddy Marnay ("Les moulins de mon cœur"). La canción (con letra en inglés) fue presentada en la película The Thomas Crown Affair, y ganó el Premio de la Academia a la Mejor Canción Original. En 2004, "Windmills of Your Mind" ocupó el puesto 57 en la encuesta 100 Years...100 Songs de AFI sobre las mejores canciones del cine estadounidense. 

## Contexto
La canción fue originalmente grabada en inglés por el cantante británico Noel Harrison, en 1968, e incluida en la película The Thomas Crown Affair, de ese mismo año, dirigida por Norman Jewison. Las dos primeras líneas melódicas fueron tomadas del segundo movimiento de la Sinfonía para violín, viola y orquesta, de Mozart. De acuerdo con Alan Bergman, es decir, Alan y Marilyn Bergman:
"Michel [Legrand] nos tocó siete u ocho melodías. Las escuchamos todas y decidimos esperar hasta el día siguiente para elegir una. Los tres nos decidimos por la misma, una larga melodía barroca... La letra que escribimos era un flujo de conciencia. Sentimos que la canción tenía que ser algún tipo de viaje mental" - Cuando terminamos dijimos: '¿Cómo llamamos a esto? Tiene que tener un título. Esa línea es algo interesante'. Así que reestructuramos la canción para que la línea apareciera nuevamente al final. Salió del cuerpo de la canción. Creo que estábamos pensando, ¿sabes cuando intentas quedarte dormido por la noche y no puedes apagar tu cerebro? y los pensamientos y recuerdos caen
El tema llegó al puesto N.º 8 del UK Singles Chart, y fue galardonado con el premio Óscar a la mejor canción original de 1968.
La canción ha sido interpretada por diversos artistas a lo largo de los años, como - entre otros - el mismo Legrand, Stelvio Cipriani, Henry Mancini, Paul Mauriat, Petula Clark, Barbra Streisand, José Feliciano, Dusty Springfield, en su laureado álbum Dusty In Memphis, Alison Moyet, Swing Out Sister, Kiri Te Kanawa, el grupo de rock psicodélico Vanilla Fudge, la actriz Eva Mendes, Martín Zarzar o Sting, cuya versión se utilizó en el remake de 1999 de The Thomas Crown Affair.

## Premios Óscar
Fue después del lanzamiento en el Reino Unido cuando "The Windmills of Your Mind" recibió una nominación al Premio de la Academia el 24 de febrero de 1969: el sencillo de Harrison debutó en el puesto 36 del Top 50 del Reino Unido el 4 de marzo de 1969 y había subido al puesto 15, instigado por Actuaciones de Harrison en la emisión del 27 de marzo de 1969 de Top of the Pops y también en programas de variedades presentados por Rolf Harris y Scott Walker, cuando la canción ganó el Premio de la Academia el 14 de abril de 1969, un respaldo que facilitó la entrada al Top Ten del sencillo de Harrison. en las listas del Reino Unido con fecha del 22 de abril de 1969 y su pico en las listas del puesto 8 se produjo dos semanas después.
"Los molinos de viento de tu mente" fue interpretada en la ceremonia de los Premios de la Academia transmitida el 14 de abril de 1969 por José Feliciano; Noel Harrison recordaría: "Me invitaron a cantarla en los Premios de la Academia... pero estaba haciendo una película en Inglaterra en ese momento, y el productor (a quien no le agradaba) se negó a dejarme ir". La película que provocó el conflicto de programación ha sido identificada como Take a Girl Like You, dirigida por Jonathan Miller.

## Versión de José Feliciano
"The Windmills of Your Mind" fue grabada por José Feliciano para su álbum 10 to 23 de 1969, y Feliciano interpretó la canción en la transmisión de la ceremonia de los Premios de la Academia el 14 de abril de 1969. El cantante original de la canción, Noel Harrison, opinaría más tarde sobre la interpretación de Feliciano. : "Un músico maravilloso y un cantante convincente, en mi humilde opinión, fue demasiado libre con la hermosa melodía. Pero eso es jazz". Fue la versión de Feliciano de "The Windmills" la que se convirtió en un éxito en los Países Bajos, alcanzando el puesto 11 en la lista holandesa en noviembre de 1969 y el puesto 4 en el hit parade turco en abril de 1970.